# Golden League 2024-2025 (handbal feminin)
Golden League 2024-2025 este a 10-a ediție a turneului amical Golden League, organizat împreună de federațiile daneză, norvegiană și neerlandeză de handbal. Echipa națională feminină a Țărilor de Jos a luat locul Franței după retragerea din competiție a acesteia, în 2021. Precum edițiile anterioare, ediția 2024-2025 este și ea alcătuită din trei etape, prima desfășurată în Norvegia, a doua în Danemarca, iar a treia în Țările de Jos. În paralel a fost organizată și competiția masculină. Deși la turneu sunt invitate și alte echipe, clasamentul final se stabilește doar pentru cele trei echipe organizatoare.

## Etapa I
Etapa I a întrecerii feminine s-a desfășurat în Norvegia, între 24 și 27 octombrie 2024, la Jotron Arena din orașul Larvik. În afara Norvegiei, Danemarcei și Țărilor de Jos, echipele organizatoare, în etapa I a fost invitată să participe și Germania.
Partidele au fost televizate de canalele de televiziune TV2 și TV2 Sport din Norvegia.

### Partide
Desfășurarea partidelor și rezultatele:
| Echipa        | M | V | E | Î | GM | GP | G   | Pct |
| ------------- | - | - | - | - | -- | -- | --- | --- |
| Norvegia      | 3 | 3 | 0 | 0 | 91 | 77 | +14 | 6   |
| Danemarca     | 3 | 1 | 0 | 2 | 87 | 81 | +6  | 2   |
| Țările de Jos | 3 | 1 | 0 | 2 | 84 | 91 | −7  | 2   |
| Germania      | 3 | 1 | 0 | 2 | 76 | 89 | −13 | 2   |

Programul de desfășurare de mai jos respectă ora locală a Norvegiei. (UTC+1)
| 24 octombrie 2024 18:15 | Norvegia   | 32 – 30 | Germania          | Jotron Arena, Larvik Asistență: 1045 |
| 24 octombrie 2024 18:15 | Reistad 12 | (18–15) | Bölk, Grijseels 6 | Jotron Arena, Larvik Asistență: 1045 |
| 24 octombrie 2024 18:15 | 2×         | Raport  | 1×                | Jotron Arena, Larvik Asistență: 1045 |

| 24 octombrie 2024 20:30 | Danemarca               | 31 – 36 | Țările de Jos        | Jotron Arena, Larvik Asistență: 1558 |
| 24 octombrie 2024 20:30 | Aagot, Hansen, Møller 4 | (17–17) | Abbingh, Malestein 7 | Jotron Arena, Larvik Asistență: 1558 |
| 24 octombrie 2024 20:30 | 5×                      | Raport  | 5× 1×                | Jotron Arena, Larvik Asistență: 1558 |

| 26 octombrie 2024 15:45 | Țările de Jos      | 23 – 27 | Germania    | Jotron Arena, Larvik Asistență: 2061 Arbitri: Braseth, Sundet |
| 26 octombrie 2024 15:45 | Haggerty, Nüsser 4 | (10–12) | Grijseels 8 | Jotron Arena, Larvik Asistență: 2061 Arbitri: Braseth, Sundet |
| 26 octombrie 2024 15:45 | 5×                 | Raport  | 3×          | Jotron Arena, Larvik Asistență: 2061 Arbitri: Braseth, Sundet |

| 26 octombrie 2024 18:15 | Norvegia  | 26 – 22 | Danemarca         | Jotron Arena, Larvik Asistență: 2961 |
| 26 octombrie 2024 18:15 | Reistad 5 | (16–14) | cinci jucătoare 3 | Jotron Arena, Larvik Asistență: 2961 |
| 26 octombrie 2024 18:15 | 3×        | Raport  | 4× 1×             | Jotron Arena, Larvik Asistență: 2961 |

| 27 octombrie 2024 15:45 | Germania        | 19 – 34 | Danemarca   | Jotron Arena, Larvik Asistență: 1657 Arbitri: Fremstad, Jørstad |
| 27 octombrie 2024 15:45 | Behrend, Lott 5 | (6–17)  | Jørgensen 9 | Jotron Arena, Larvik Asistență: 1657 Arbitri: Fremstad, Jørstad |
| 27 octombrie 2024 15:45 | 3×              | Raport  | 3×          | Jotron Arena, Larvik Asistență: 1657 Arbitri: Fremstad, Jørstad |

| 27 octombrie 2024 18:15 | Norvegia   | 33 – 25 | Țările de Jos | Jotron Arena, Larvik Asistență: 2403 |
| 27 octombrie 2024 18:15 | Bakkerud 6 | (15–15) | Housheer 6    | Jotron Arena, Larvik Asistență: 2403 |
| 27 octombrie 2024 18:15 | 2× 1×      | Raport  | 3×            | Jotron Arena, Larvik Asistență: 2403 |

## Etapa a II-a
Etapa a II-a a întrecerii feminine s-a desfășurat în Danemarca, între 21 și 24 noiembrie 2024, în orașele Randers, Holstebro și Viborg. Pentru această etapă a fost invitată să participe și România.
Partidele au fost televizate de canalele de televiziune TV 2 din Danemarca și Ziggo Sport din Țările de Jos.

### Partide
Desfășurarea partidelor și rezultatele:
| Echipa        | M | V | E | Î | GM | GP  | G   | Pct |
| ------------- | - | - | - | - | -- | --- | --- | --- |
| Norvegia      | 3 | 2 | 1 | 0 | 97 | 73  | +24 | 5   |
| Danemarca     | 3 | 2 | 1 | 0 | 94 | 82  | +12 | 5   |
| Țările de Jos | 3 | 1 | 0 | 2 | 92 | 91  | +1  | 2   |
| România       | 3 | 0 | 0 | 3 | 76 | 113 | −37 | 0   |

Programul de desfășurare de mai jos respectă ora locală a Danemarcei. (UTC+1)
| 21 noiembrie 2024 17:30 | România   | 26 – 41 | Țările de Jos  | Arena Randers, Randers Arbitri: Hansen, Jensen |
| 21 noiembrie 2024 17:30 | Boiciuc 8 | (14–22) | Van Wetering 8 | Arena Randers, Randers Arbitri: Hansen, Jensen |
| 21 noiembrie 2024 17:30 | Raport    |         |                | Arena Randers, Randers Arbitri: Hansen, Jensen |

| 21 noiembrie 2024 20:00 | Danemarca | 27 – 27 | Norvegia | Arena Randers, Randers Asistență: 2786 |
| 21 noiembrie 2024 20:00 | Hansen 9  | (12–15) | Dale 7   | Arena Randers, Randers Asistență: 2786 |
| 21 noiembrie 2024 20:00 | 2×        | Raport  | 4×       | Arena Randers, Randers Asistență: 2786 |

| 23 noiembrie 2024 13:30 | Țările de Jos | 21 – 33 | Norvegia  | Gråkjær Arena, Holstebro Arbitri: Hansen, Jensen |
| 23 noiembrie 2024 13:30 | Housheer 5    | (14–12) | Reistad 6 | Gråkjær Arena, Holstebro Arbitri: Hansen, Jensen |
| 23 noiembrie 2024 13:30 | 2×            | Raport  | 3×        | Gråkjær Arena, Holstebro Arbitri: Hansen, Jensen |

| 23 noiembrie 2024 16:00 | Danemarca    | 35 – 25 | România  | Gråkjær Arena, Holstebro |
| 23 noiembrie 2024 16:00 | Halilcevic 7 | (19–13) | Ostase 5 | Gråkjær Arena, Holstebro |
| 23 noiembrie 2024 16:00 | Raport       |         |          | Gråkjær Arena, Holstebro |

| 24 noiembrie 2024 13:30 | Norvegia | 37 – 25 | România       | BIOCIRC Arena, Viborg |
| 24 noiembrie 2024 13:30 | Deila 9  | (15–14) | Seraficeanu 5 | BIOCIRC Arena, Viborg |
| 24 noiembrie 2024 13:30 | 3×       | Raport  | 3×            | BIOCIRC Arena, Viborg |

| 24 noiembrie 2024 16:00 | Danemarca       | 32 – 30 | Țările de Jos | BIOCIRC Arena, Viborg Arbitri: Pagh, Thygesen |
| 24 noiembrie 2024 16:00 | Elver, Møller 6 | (17–16) | Housheer 7    | BIOCIRC Arena, Viborg Arbitri: Pagh, Thygesen |
| 24 noiembrie 2024 16:00 | Raport          |         |               | BIOCIRC Arena, Viborg Arbitri: Pagh, Thygesen |

## Etapa a III-a
Etapa a III-a a întrecerii feminine se va desfășura în Țările de Jos, între 3 și 9 martie 2025, la sala Maaspoort din orașul 's-Hertogenbosch.

### Partide
Desfășurarea partidelor și rezultatele:
| Echipa        | M | V | E | Î | GM | GP | G | Pct |
| ------------- | - | - | - | - | -- | -- | - | --- |
| Danemarca     | 0 | 0 | 0 | 0 | 0  | 0  | 0 | 0   |
| Norvegia      | 0 | 0 | 0 | 0 | 0  | 0  | 0 | 0   |
| Țările de Jos | 0 | 0 | 0 | 0 | 0  | 0  | 0 | 0   |
|               | 0 | 0 | 0 | 0 | 0  | 0  | 0 | 0   |

Programul de desfășurare de mai jos respectă ora locală a Țărilor de Jos. (UTC+1)
| 3 martie 2025 | '         | – | ' | Maaspoort, 's-Hertogenbosch |
| 3 martie 2025 | (–)       |   |   | Maaspoort, 's-Hertogenbosch |
| 3 martie 2025 | [ Raport] |   |   | Maaspoort, 's-Hertogenbosch |

| 3 martie 2025 | '         | – | ' | Maaspoort, 's-Hertogenbosch |
| 3 martie 2025 | (–)       |   |   | Maaspoort, 's-Hertogenbosch |
| 3 martie 2025 | [ Raport] |   |   | Maaspoort, 's-Hertogenbosch |

|  | '         | – | ' | Maaspoort, 's-Hertogenbosch |
|  | (–)       |   |   | Maaspoort, 's-Hertogenbosch |
|  | [ Raport] |   |   | Maaspoort, 's-Hertogenbosch |

|  | '         | – | ' | Maaspoort, 's-Hertogenbosch |
|  | (–)       |   |   | Maaspoort, 's-Hertogenbosch |
|  | [ Raport] |   |   | Maaspoort, 's-Hertogenbosch |

|  | '         | – | ' | Maaspoort, 's-Hertogenbosch |
|  | (–)       |   |   | Maaspoort, 's-Hertogenbosch |
|  | [ Raport] |   |   | Maaspoort, 's-Hertogenbosch |

|  | '         | – | ' | Maaspoort, 's-Hertogenbosch |
|  | (–)       |   |   | Maaspoort, 's-Hertogenbosch |
|  | [ Raport] |   |   | Maaspoort, 's-Hertogenbosch |